# Xantusia riversiana
Xantusia riversiana (острівна нічна ящірка) — вид сцинкоподібних ящірок родини нічних ящірок (Xantusiidae). Ендемік США.

## Опис
Довжина острівної нічної ящірки становить 6-11 см, а вага 10-25 г. Це найбільші представники свого роду. Їх забарвлення варіюється від блідо-попелясто-сірого і бежевого до коричневого і чорного. Вони можуть мати рівночірне забарвлення або плямисті чи смугасті візерунки. Їх тривалість життя становить 11-13 років.

## Підвиди
Виділяють два підвиди:
- Xantusia riversiana reticulata Smith, 1946 — острови Сан-Клементе, Санта-Барбара[en] і Сутіл[en];
- Xantusia riversiana riversiana Cope, 1883 — острів Сан-Ніколас[en].

## Поширення і екологія
Острівні нічні ящірки мешкають на трьох островах в групі Ченнел у Каліфорнії. Вони живуть на луках, в заростях чапаралю, в дубових саванах, в кактусових і повієвих заростях, у сухих піщаних чи кам'янистих руслах річок, серед скель та на кам'янистих пляжах. Віддають перевагу кам'янистим і скелястим ділянкам, порослим невисокою, густою рослинністю. Яйцеживородні.